# Годгедраг, Фриц
Фриц Годгедраг (нидерл. Frits Goedgedrag; род. 1 ноября 1951, Аруба, Нидерланды) — государственный и политический деятель Нидерландских Антильских островов. Первый губернатор Кюрасао после расформирования Нидерландских Антильских островов. Во время своего пребывания в должности руководил расформированием Нидерландских Антильских островов и присоединением Кюрасао к Королевству Нидерландов.

## Биография
С 1992 по 1998 год был вице-губернатором Бонайре. 
В 2002 году сменил Хайме Салеха на должности губернатора Нидерландских Антильских островов и оставался на этом посту до роспуска Нидерландских Антильских островов в 2010 году. 
Во время всеобщих выборов на Нидерландских Антильских островов поручил Мирне Луизе-Годетт сформировать коалицию. 
В сентябре 2012 года подал в отставку по состоянию здоровья. На церемонии прощания был посвящен в рыцари орденом Оранских-Нассау.
В мае 2013 года был назначен членом Государственного совета Нидерландов за исключительные заслуги перед особыми муниципалитетами Бонайре, Синт-Эстатиуса и Сабы. В июне 2013 года был назначен членом Консультативного совета Арубы, в 2014 году назначен его председателем, срок полномочий истёк в июле 2020 года.